# Sziszolai járás

A Sziszolai járás Komiföldön

A Sziszolai járás (oroszul Сысольский район, komi nyelven Сыктыв район) Oroszország egyik járása Komiföldön. Székhelye Vizinga.

## Népesség
- 2002-ben 16 894 lakosa volt, melynek 69,4%-a komi, 24%-a orosz, 2,5%-a ukrán 0,7%-a fehérorosz.
- 2010-ben 13 956 lakosa volt, melynek 64,8%-a komi, 29,7%-a orosz, 1,9%-a ukrán, 0,7%-a tatár, 0,7%-a fehérorosz.